# Kasztíliai Mihály portugál trónörökös
Kasztíliai Mihály (1384 – 1385), portugálul: Infante dom Miguel de Castela, herdeiro do trono de Portugal, spanyolul: Miguel de Castilla, latinul: Michael Portugaliae/Lusitaniae, portugál, kasztíliai és leóni királyi herceg (infáns) és Portugália trónörököse.

## Élete
Apja I. János kasztíliai király, anyja I. Beatrix portugál királynő, I. Ferdinánd portugál király és Teles–Meneses Eleonóra (1350–1386) úrnő lánya. Anyját, a tízéves Beatrixot a portugál–kasztíliai békeszerződés eredményeként 1382 augusztusában eljegyezték I. János kasztíliai király másodszülött fiával, a kétéves Ferdinánd (1380–1416) infánssal, de egy hónappal később a kasztíliai király megözvegyült, miután aragón felesége, Eleonóra kasztíliai királyné gyermekágyi lázban meghalt megszületett kislányával együtt, és ekkor I. János a fia helyett a maga számára kérte meg az öccsei halála után portugál trónörökösnővé előlépett kis hercegnőt. A házasságot 1383. május 14-én vagy 17-én kötötték meg a kasztíliai Badajoz városában. Az esküvőn a díszvendég a kasztíliai király által az egyiptomi fogságból kiváltott V. Leó örmény király volt, akit I. János megajándékozott Madrid városával. Öt hónappal az esküvő után, 1383. október 29-én meghalt a portugál király, és trónját megörökölte a lánya. Beatrix távollétében pedig anyja, Eleonóra portugál királyné átvette a régensséget. A nőuralom ellen azonban felkelés robbant ki a fővárosban, ezért I. János, aki felesége jogán felvette a Portugália királya címet, bevonult Portugáliába, hogy felesége jogait érvényesítse. Polgárháború alakult ki az országban, és végül 1385. április 6-án Beatrix nagybátyja, János, Avis nagymestere, I. Péter portugál király természetes fia Coimbrában királlyá kiáltatta ki magát, és Beatrix és I. János kasztíliai király ellenében elismertette az uralmát az országban.
Beatrix még 1384-ben 12 évesen fiút szült, akit Mihálynak neveztek el, és apja portugál trónörökösé nevezett ki, de a kis herceg a következő évben meghalt. Beatrixnak több gyermeke nem született, így jogait nem tudta érvényesíteni Portugáliában, hiszen a portugálok szemében az ő királysága az idegen uralommal vált egyenlővé.
Féltestvérei voltak: III. Henrik kasztíliai király és I. Ferdinánd aragóniai király.

Mihály herceg felmenői és testvérei
|                               |                               |                               |                               |                               |                               |  |  |                               |                               |                               |                               |                               |                               | II. Henrik kasztíliai király | II. Henrik kasztíliai király | II. Henrik kasztíliai király | II. Henrik kasztíliai király | II. Henrik kasztíliai király | II. Henrik kasztíliai király |                            |                            |                            |                            |                            |                            | Villenai Johanna | Villenai Johanna | Villenai Johanna | Villenai Johanna | Villenai Johanna | Villenai Johanna |        |        | I. Ferdinánd portugál király | I. Ferdinánd portugál király | I. Ferdinánd portugál király | I. Ferdinánd portugál király | I. Ferdinánd portugál király | I. Ferdinánd portugál király |                              |                              |                              |                              |                              |                              | Teles–Meneses Eleonóra | Teles–Meneses Eleonóra | Teles–Meneses Eleonóra | Teles–Meneses Eleonóra | Teles–Meneses Eleonóra | Teles–Meneses Eleonóra |  |  |  |  |  |  |  |  |  |  |  |  |  |  |  |  |  |  |  |  |  |  |  |  |
|                               |                               |                               |                               |                               |                               |  |  |                               |                               |                               |                               |                               |                               | II. Henrik kasztíliai király | II. Henrik kasztíliai király | II. Henrik kasztíliai király | II. Henrik kasztíliai király | II. Henrik kasztíliai király | II. Henrik kasztíliai király |                            |                            |                            |                            |                            |                            | Villenai Johanna | Villenai Johanna | Villenai Johanna | Villenai Johanna | Villenai Johanna | Villenai Johanna |        |        | I. Ferdinánd portugál király | I. Ferdinánd portugál király | I. Ferdinánd portugál király | I. Ferdinánd portugál király | I. Ferdinánd portugál király | I. Ferdinánd portugál király |                              |                              |                              |                              |                              |                              | Teles–Meneses Eleonóra | Teles–Meneses Eleonóra | Teles–Meneses Eleonóra | Teles–Meneses Eleonóra | Teles–Meneses Eleonóra | Teles–Meneses Eleonóra |  |  |  |  |  |  |  |  |  |  |  |  |  |  |  |  |  |  |  |  |  |  |  |  |
|                               |                               |                               |                               |                               |                               |  |  |                               |                               |                               |                               |                               |                               |                              |                              |                              |                              |                              |                              |                            |                            |                            |                            |                            |                            |                  |                  |                  |                  |                  |                  |        |        |                              |                              |                              |                              |                              |                              |                              |                              |                              |                              |                              |                              |                        |                        |                        |                        |                        |                        |  |  |  |  |  |  |  |  |  |  |  |  |  |  |  |  |  |  |  |  |  |  |  |  |
| Aragóniai Eleonóra            | Aragóniai Eleonóra            | Aragóniai Eleonóra            | Aragóniai Eleonóra            | Aragóniai Eleonóra            | Aragóniai Eleonóra            |  |  |                               |                               |                               |                               |                               |                               |                              |                              |                              |                              |                              |                              | I. János kasztíliai király | I. János kasztíliai király | I. János kasztíliai király | I. János kasztíliai király | I. János kasztíliai király | I. János kasztíliai király |                  |                  |                  |                  |                  |                  |        |        |                              |                              |                              |                              |                              |                              | I. Beatrix portugál királynő | I. Beatrix portugál királynő | I. Beatrix portugál királynő | I. Beatrix portugál királynő | I. Beatrix portugál királynő | I. Beatrix portugál királynő |                        |                        |                        |                        |                        |                        |  |  |  |  |  |  |  |  |  |  |  |  |  |  |  |  |  |  |  |  |  |  |  |  |
| Aragóniai Eleonóra            | Aragóniai Eleonóra            | Aragóniai Eleonóra            | Aragóniai Eleonóra            | Aragóniai Eleonóra            | Aragóniai Eleonóra            |  |  |                               |                               |                               |                               |                               |                               |                              |                              |                              |                              |                              |                              | I. János kasztíliai király | I. János kasztíliai király | I. János kasztíliai király | I. János kasztíliai király | I. János kasztíliai király | I. János kasztíliai király |                  |                  |                  |                  |                  |                  |        |        |                              |                              |                              |                              |                              |                              | I. Beatrix portugál királynő | I. Beatrix portugál királynő | I. Beatrix portugál királynő | I. Beatrix portugál királynő | I. Beatrix portugál királynő | I. Beatrix portugál királynő |                        |                        |                        |                        |                        |                        |  |  |  |  |  |  |  |  |  |  |  |  |  |  |  |  |  |  |  |  |  |  |  |  |
|                               |                               |                               |                               |                               |                               |  |  |                               |                               |                               |                               |                               |                               |                              |                              |                              |                              |                              |                              |                            |                            |                            |                            |                            |                            |                  |                  |                  |                  |                  |                  |        |        |                              |                              |                              |                              |                              |                              |                              |                              |                              |                              |                              |                              |                        |                        |                        |                        |                        |                        |  |  |  |  |  |  |  |  |  |  |  |  |  |  |  |  |  |  |  |  |  |  |  |  |
|                               |                               |                               |                               |                               |                               |  |  |                               |                               |                               |                               |                               |                               |                              |                              |                              |                              |                              |                              |                            |                            |                            |                            |                            |                            |                  |                  |                  |                  |                  |                  |        |        |                              |                              |                              |                              |                              |                              |                              |                              |                              |                              |                              |                              |                        |                        |                        |                        |                        |                        |  |  |  |  |  |  |  |  |  |  |  |  |  |  |  |  |  |  |  |  |  |  |  |  |
|                               |                               |                               |                               |                               |                               |  |  |                               |                               |                               |                               |                               |                               |                              |                              |                              |                              |                              |                              |                            |                            |                            |                            |                            |                            |                  |                  |                  |                  |                  |                  |        |        |                              |                              |                              |                              |                              |                              |                              |                              |                              |                              |                              |                              |                        |                        |                        |                        |                        |                        |  |  |  |  |  |  |  |  |  |  |  |  |  |  |  |  |  |  |  |  |  |  |  |  |
| III. Henrik kasztíliai király | III. Henrik kasztíliai király | III. Henrik kasztíliai király | III. Henrik kasztíliai király | III. Henrik kasztíliai király | III. Henrik kasztíliai király |  |  | I. Ferdinánd aragóniai király | I. Ferdinánd aragóniai király | I. Ferdinánd aragóniai király | I. Ferdinánd aragóniai király | I. Ferdinánd aragóniai király | I. Ferdinánd aragóniai király |                              |                              | Eleonóra                     | Eleonóra                     | Eleonóra                     | Eleonóra                     | Eleonóra                   | Eleonóra                   |                            |                            |                            |                            |                  |                  |                  |                  | Mihály           | Mihály           | Mihály | Mihály | Mihály                       | Mihály                       |                              |                              |                              |                              |                              |                              |                              |                              |                              |                              |                        |                        |                        |                        |                        |                        |  |  |  |  |  |  |  |  |  |  |  |  |  |  |  |  |  |  |  |  |  |  |  |  |